# Канпурское сражение
Канпурское сражение или Вторая битва за Канпур (англ. Second Battle of Cawnpore) — одно из сражений во время Восстания сипаев. Захватившие город Канпур повстанцы были выбиты из него британскими войсками генерал-лейтенанта Колина Кэмпбелла.

## Предыстория
В начале восстания против господства Ост-индской компании Канпур был захвачен одним из лидеров повстанцев Нана Сагибом. Британские войска генерал-майора Генри Хэвелока взяли 17-го июля 1857 года город обратно. Вскоре после этого Хэвелок решил идти на помощь осаждённым британцам в Лакхнау, но не смог пробиться и 13-го августа вернулся в Канпур, чтобы дождаться прихода подкреплений. После получения подкреплений британские войска повторили попытку деблокировать Лакхнау и пробилась к осаждённому гарнизону, но сами также оказалась в осаде. Третья попытка под командованием генерал-лейтенанта Колина Кэмпбелла, нового главнокомандующего в Индии, оказалась успешной. 
Когда Кэмпбелл во главе своего отряда выступил к Лакхнау, он оставил 1,5 тысяч под командой бригадного генерала Чарльза Эша Уиндхема удерживать Канпур, мост из лодок через Ганг, имевший стратегическое значение, и предмостное укрепление.

## Захват Канпура
Ослаблением британских сил решил воспользоваться заместитель Нана Сагиба Тантия Топи, который собрал войска для захвата Канпура. Ядром этих сил стал Гвалиорский контингент, который в июне восстал против своих британских офицеров. Этот контингент пребывал в бездействии, пока его не возглавил Тантия Топи и не повёл на Калпи, где 9-го ноября он пересек реку Джамна и двинулись на восток к Канпуру.
19-го ноября авангард Тантия Топи (6 тысяч) захватил все дороги к западу и северо-западу от Канпура. Уиндхем решил упредить противника, перед тем как тот получит возможность атаковать его укрепления. 26-го ноября силы Уиндхема отбросили назад авангард Тантии Топи. Однако подошли главные силы повстанцев. Уиндхем пытался отступить в полном порядке, но некоторые его солдаты дрогнули и отступили без приказа. К полудню 27 ноября Уиндхем был отброшен в свои укрепления. Силы повстанцев заняли город и местность между Канпуром и Гангом. 

## Бои при Канпуре
Кэмпбелл, отступавший из Лакхнау с 3-тысячным отрядом и выводивший обоз с 2 тысячами больных, раненых и гражданских, узнав, что Канпур оказался в опасности, оставил пехоту для защиты обоза, а сам повёл кавалерию и конную артиллерию на выручку Уиндхема. 27-го ноября его отряд достиг северного берега Ганга и обнаружил, что мост ещё цел. Уиндхем удерживал укрепление, но силы повстанцев занимали город и местность между Канпуром и Гангом.
На следующий день Кэмпбелл пересёк мост, развернул артиллерию на северном берегу реки и стал переводить повозки через мост. Весь процесс занял три дня. Хотя некоторые офицеры убеждали Кэмпбелла атаковать сразу после эвакуации северного берега, следующие пять дней Кэмпбелл провёл в ожидании, пока все гражданские и раненые не будут переведены ниже по реке и не окажутся в безопасности.
Повстанцы продолжали предпринимать разрозненные атаки на британские позиции. 4 декабря они попытались разрушить мост, спустив по реке горящие плоты. После отражения атаки от 5-го декабря Кэмпбелл, получив подкрепление в 5600 человек и 35 орудий, был готов перейти в наступление. 
Повстанцы насчитывали 14 000 человек и имели до 40 орудий. Их левый фланг, в который входили некоторые вассалы Нана Сагиба, опирался на Ганг и был защищен каналом, идущим от реки. Их центром был сам город Канпур с толстыми стенами и лабиринтом узких улиц. Их правое крыло, в которое входил Гвалиорский контингент, занимало открытую равнину. Кэмпбелл подсчитал, что в случае его атаки узкие улицы Канпура будут препятствовать передвижению повстанцев с их левого на правый фланг.
6-го декабря Уиндхам начал интенсивный артобстрел из своего укрепления, чтобы ввести повстанцев в заблуждение, что Кэмпбелл атакует их левый фланг. В действительности, британцы атаковали правый фланг противника, двигаясь вокруг города и угрожая линии коммуникации повстанцев с Калпи. Решающую роль сыграла артиллерия Кэмпбелла, так как его орудия были более крупного калибра, чем  орудия повстанцев, особенно 24-фунтовые орудия Морской бригады.
Повстанческий Гвалиорский контингент дрогнул и побежал, после этого к северу от города были разгромлены вассалы Нана Сагиба. Британская кавалерия преследовала повстанцев и захватила почти все их орудия и обоз. 

## Результаты
На следующий день у Битура была захвачена казна Нана Сагиба, спрятанная в колодце.С победы при Канпуре восстание было обречено на поражение, хотя Тантия Топи и некоторые другие вожди повстанцев ещё больше года продолжали сопротивление.